# Montaña Saunders
La montaña Saunders (76°53′S 145°42′O / -76.883, -145.700) es una montaña imponente con forma de isla con una altura de 975 m ubicada en el extremo oeste de las montañas Denfeld, cordilleras Ford, en la costa Saunders, Tierra de Marie Byrd, Antártida. Fue descubierta por la Expedición Antártica Byrd en un vuelo de reconocimiento realizado el 5 de diciembre de 1929, y fue nombrada por el Almirante Byrd en honor al capitán Harold E. Saunders, de la marina de los Estados Unidos (1890–1961), arquitecto naval, cartógrafo y topógrafo; jefe cartógrafo de las expediciones antárticas Byrd de 1928-30 y 1933–35, Director Técnico, David Taylor Model Basin, Carderock, MD, 1940-46 (Director, 1946–47); al Bureau of Ships, U.S. Navy, a 1961; miembro del US-SCAN, 1943–46; Director del Comité Asesor de Nombres Antárticos (US-ACAN), 1947-61.